# Hashtags feministes

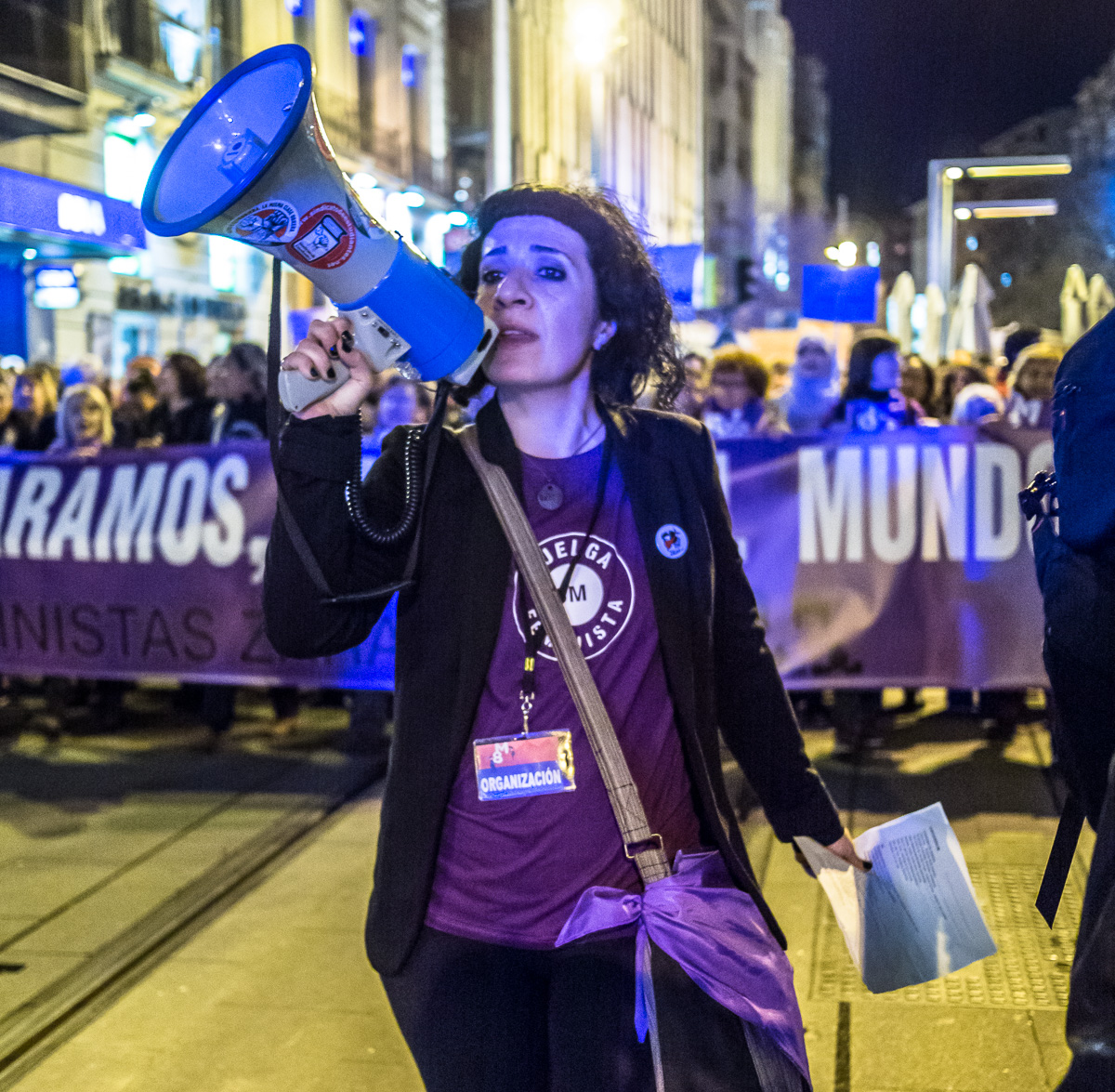
Manifestació a Saragossa (Espanya) amb motiu del 8M.

Els hashtags són una cadena de caràcters formada per una o diverses paraules concatenades i precedides per un coixinet (#). S'utilitza en serveis web com les xarxes socials per assenyalar un tema sobre el qual gira certa conversa. El ciberfeminisme es defineix com la fusió entre el ciberespai i el feminisme, i s'utilitza per emmarcar el treball, les reflexions i les anàlisis sobre les tecnologies de la informació i la comunicació des d'una perspectiva feminista.
Per tant, els hashtags feministes són aquelles cadenes de paraules precedides per un coixinet que s'utilitzen a les xarxes socials per a reivindicar o, simplement, mantenir una conversa sobre el feminisme i les qüestions que aquest planteja. Aquests hashtags permeten als nous activismes actuar sobre la dimensió pública dels problemes que afecten a les dones en l'esfera privada, liderant, així, un procés internacional de conscienciació ciutadana que permet visualitzar la violència masclista, dotar-la d'un nou marc interpretatiu i conceptualitzar-la com a problema social públic/estructural i no individual.

## Origen
Moltes són les teories sobre l'origen dels hashtags feministes, però gairebé totes situen aquest fet sobre els anys noranta, ja que és durant aquesta dècada que el ciberfeminisme s'expandeix notablement gràcies a l'auge de les TIC i a l'impuls de la coneguda com a tercera onada feminista.
El col·lectiu artístic australià VNS Matrix va ser qui va presentar, en 1991, el seu cèlebre Manifest ciberfeminista per al segle XXI que tenia com a finalitat acabar amb l'imaginari dominant i marcadament sexista de la tecnologia. Així mateix, per a la formació d'aquest manifest van tenir molta influència algunes filòsofes i escriptores entre les quals destacava Donna Haraway amb la seva obra, Manifest Cyborg, publicada en 1987, on aquesta autora proposava una nova identitat cyborg que superaria la identitat de gènere i que és considerada com a origen del pensament ciberfeminista.
Així doncs, amb l'inici del ciberfeminisme s'inicia també la història dels hashtags feministes. Aquesta història comprèn des d'aquesta primera dècada dels anys noranta fins a l'actualitat, on les reivindicacions a les xarxes socials i la creació de hashtags que defensen i donen veu a la lluita contra la violència exercida cap a les dones estan molt presents i tenen una gran transcendència i repercussió.

## Tipus de hashtags feministes i exemples
Molts són els hashtags que han sorgit al llarg de la història amb motiu de defensa del feminisme. Sonia Reverter, professora titular de Filosofia de la Universitat Jaume I i directora de l'Institut Universitari d'Estudis Feministes i de Gènere Purificació Escribano, va enumerar al seu llibre, El feminismo en 35 hashtags, diversos exemples de hashtags feministes que han estat utilitzats a les diferents xarxes socials com una eina d'empoderament col·lectiu. Alguns d'aquests hashtags són: #SlutWalk, #Women2Drive, #IAmMalala, #YesAllWomen, #NiUnaMenos, #MeToo, #YoSiTeCreo...
Tot i així, aquesta autora no ha estat l'única que ha reflexionat i escrit sobre aquesta qüestió, sinó que els hashtags feministes també han estat objecte d'articles de revistes com Construcción de la protesta feminista en hashtags: aproximaciones desde el análisis de redes sociales en Comunicación y medios, on es fa menció a altres hashtags com: #MiPrimerAcoso, #VivasNosQueremos, #BlackModay, #SiMeMatan...
Segons aquest últim article tots els hashtags esmentats es poden classificar en tres tipus depenent de la temàtica que denuncien:
- Violència sobre els drets reproductius de les dones, de la qual alguns exemples serien: #SeráLey (Argentina), #HomeToVote (Irlanda) i #PañuelazoInternacional (Argentina).
- Violència sobre els drets laborals de les dones. Alguns dels hashtags que en serien exemple d'aquesta temàtica són #Gleichistmehr (Alemanya) i #EqualPay (Estats Units).
- Violència sexual i feminicidis, de la qual els hashtags que en serien exemple són: #MeToo, #NiUnaMenos (Argentina), #NiUnaMás (Mèxic), #YoSíTeCreo (internacional).

## Transcendència arreu del món
El ciberfeminisme sorgit a Austràlia i, per tant, els hashtags feministes van tenir, des del seu origen fins a l'actualitat, una gran repercussió a la societat i, concretament, als països pertanyents a Nord-amèrica, Centreamèrica, Sud-amèrica, Europa, Àfrica i Àsia del Sud.

### Nord-amèrica, Centreamèrica i Sud-amèrica

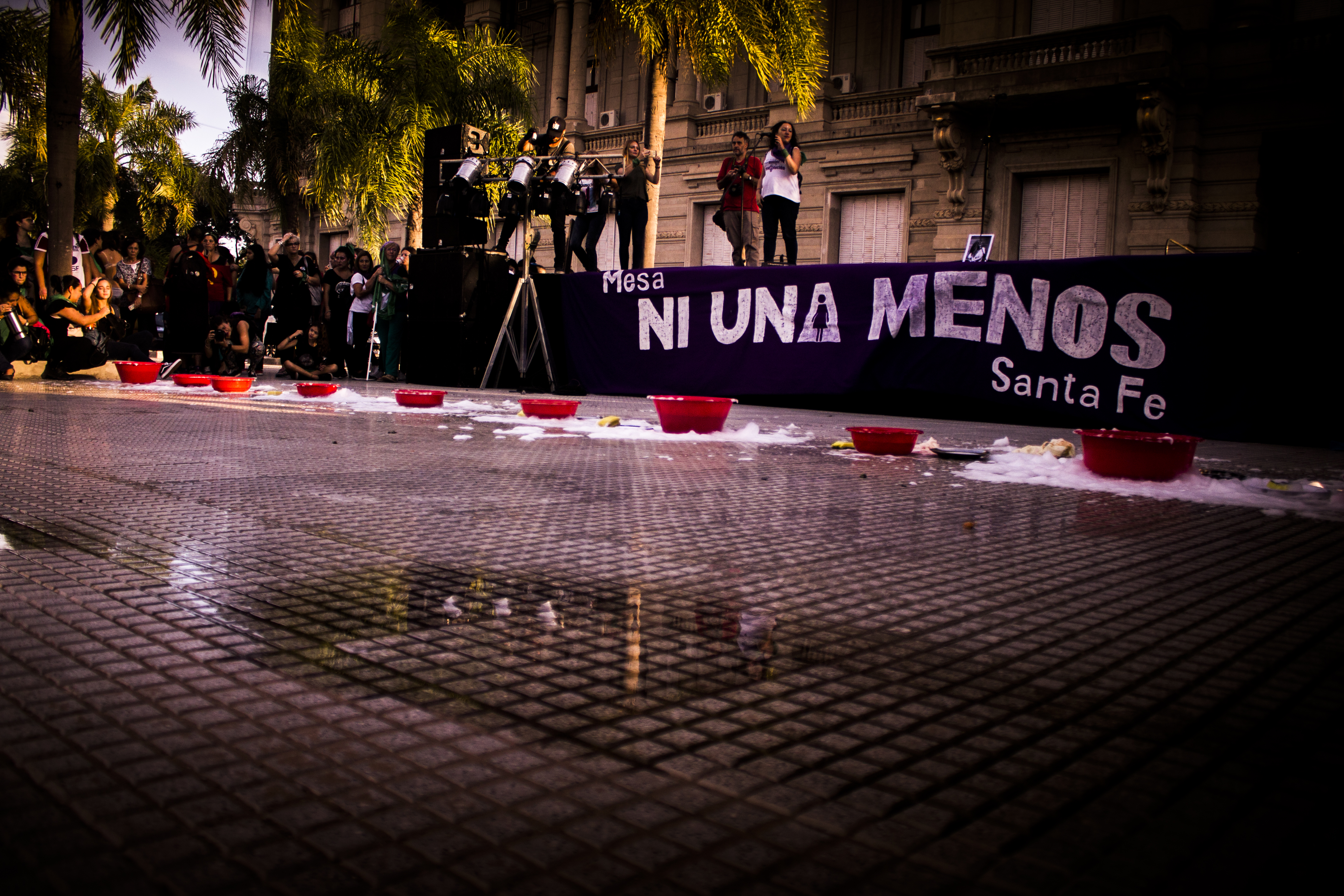
Manifestació feminista a Argentina amb el hashtag #NiUnaMenos.

Aquests hashtags feministes van tenir una gran repercussió a Llatinoamèrica a causa de la situació de repressió en la qual es trobaven les dones als diferents països de parla hispana que comprenen la regió. Aquest fet va permetre el sorgiment de diferents revoltes i reivindicacions en contra de la violència i d'aquesta opressió contra les dones.
Els països on es va donar aquesta gran transcendència van ser: Perú, Xile, Mèxic, El Salvador, l'Argentina, Colòmbia, Brasil, Nicaragua, Costa Rica, Guatemala i Bolívia. Alguns dels hashtags que van sorgir van ser #NiUnaMenos o #AbortoLegalYa (Argentina) i tenien com a objectiu donar visibilitat a la gran quantitat de feminicidis que succeïen diàriament i a temes referents a la llibertat d'opinió i de decisió de les dones com la legalització de l'avortament.
Pel que a Amèrica del Nord, un dels hashtags més coneguts i que ha tingut més repercussió és #MeToo, mitjançant el qual diferents dones conegudes, entre les quals destaquen actrius com Alyssa Milano, promotora del moviment, van denunciar situacions d'agressió i d'abús sexual que havien viscut arran de l'escàndol d'abusos per part del productor Harvey Weinstein.

### Europa
El ciberfeminisme es va instal·lar a Europa al 1997, quan es va realitzar la Primera Trobada Internacional Ciberfeminista en la Documenta X de Kassel, Alemanya. Aquesta trobada ciberfeminista va ser un projecte de la Documenta X i de la Biennal de Berlín.
Respecte als hashtags feministes sorgits en Europa trobem alguns com #Noesno, #Yosítecreo i #Cuéntalo (Espanya, 2018).

#### Problemàtica
A Europa es va produir un conflicte pel que fa a la representació històrica esbiaixada per la mirada etnocèntrica del feminisme occidental/burgès, ja que es començà a considerar que s'excloïen els processos i experiències de les dones del "tercer món", els moviments de descolonització, les lluites pageses i les organitzacions per enfrontar la pobresa, és a dir, es va començar a reivindicar que el feminisme blanc-occidental-hegemònic de classe mitjana no explicava la situació de totes les dones (gitanes, migrants, pobres...) i que era necessari introduir raça, ètnia, classe i origen.
Alguns dels hashtags que van sorgir arran d'aquest conflicte són: #Feminismonegro o #FeminismoInterseccional.

### Àfrica
En aquest continent, els hashtags feministes van sorgir amb la principal finalitat de denunciar la gran quantitat de segrestaments i violència contra les menors, la violència sexual i l'abundant nombre de feminicidis que es donaven i es donen, i per reivindicar l'autonomia de les dones.
Alguns dels hashtags més coneguts són: #BringOurGirlsBack (Nigèria), #MyDressMyChoice (Kenya), #WomensMarchUg (Uganda).

### Àsia del Sud
Els hashtags feministes sorgits en països com Índia tenien, en la seva majoria, la finalitat de reportar agressions patides en el carrer o espais públics, de reivindicar l'empoderament de les dones envers la tecnologia i denunciar la bretxa salarial. Alguns exemples serien: #PositionOfStrenght i #Safecity.